# القور (راس‌الخیمه)
القور یک منطقهٔ مسکونی در امارات متحده عربی است که در امارت رأس‌الخیمه واقع شده‌است. القور ۴۰۱ متر بالاتر از سطح دریا واقع شده‌است.